# Hydrometri
Hydrometri innebär mätningar av de olika delarna av den hydrologiska cykeln, såsom nederbörd, avdunstning, transpiration, grundvatten och avrinning.